# 奥穆瓦
奥穆瓦（法語：Ommoy，法語發音：[ɔmwa] ⓘ）是法国奥恩省的一个市镇，位于该省北部，和卡尔瓦多斯省接壤，属于阿让唐区。

## 地理
奥穆瓦（48°51'19"N, 0°1'23"W）面积5.66 平方千米，位于法国诺曼底大区奧恩省，该省份为法国西北部内陆省份，北起顺时针与卡爾瓦多斯省、厄尔省、厄尔-卢瓦省、萨尔特省、马耶讷省和芒什省接壤。
与奥穆瓦接壤的市镇（或旧市镇、城区）包括：克罗西、勒马赖拉沙佩勒、巴约勒、方丹莱巴塞、盖普雷、梅里。

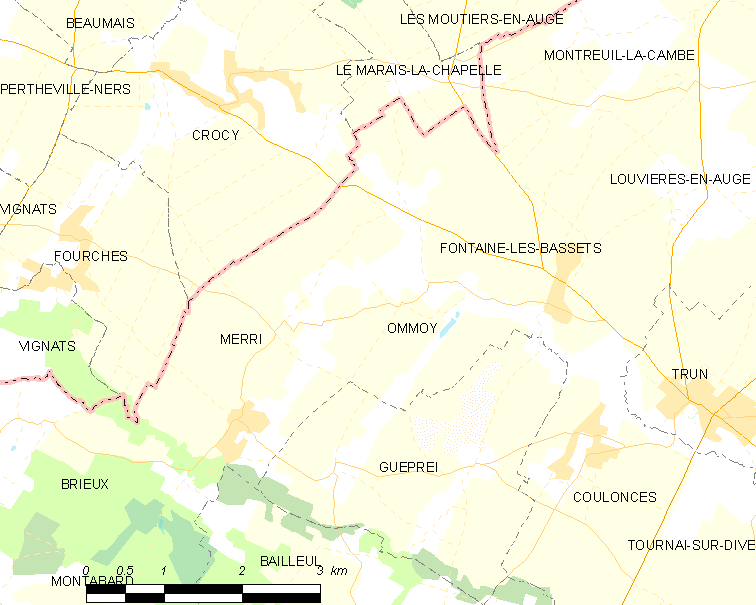
奥穆瓦的OSM定位图

奥穆瓦的时区为UTC+01:00、UTC+02:00（夏令时）。

## 行政
奥穆瓦的邮政编码为61160，INSEE市镇编码为61316。

## 政治
奥穆瓦所属的省级选区为阿让唐第二县。

## 人口

1962-2008年间奥穆瓦人口变化图示

奥穆瓦于2022年1月1日时的人口数量为109人。

## 交通
奥恩省省道D715线经过镇中心，省道D13线和D245线分别从境内北侧和南侧过境。